# 17 mai 2015
Le dimanche 17 mai est le 137e jour de l'année 2015.

## Décès
- Claude Carliez, Maître d'armes et cascadeur français[1].
- Chinx, américain[2].
- Margaret Dunning (en), Philanthrope américaine[3].
- Leo Honkala, Lutteur finlandais, médaillé de bronze aux Jeux olympiques d'été de 1952[4].

## Événements
- En France, l'Église protestante unie réunie en synode adopte la possibilité pour un couple homosexuel d'obtenir une bénédiction religieuse, une première en France pour un mouvement religieux .
- Le pape François canonise quatre religieuses ayant vécu au XIXe siècle, les palestiniennes Mariam Baouardy et Marie-Alphonsine Danil Ghattas, la française Jeanne Émilie de Villeneuve et l'italienne Maria Cristina dell'Immacolata.
- Fusillade entre bandes de motards rivales, à Waco, au Texas (États-Unis).
- À Prague, l'équipe de Hockey sur glace canadienne remporte son 25ème titre mondial en battant la Russie 6 à 1[5].